# Delfzijl West vasútállomás
Delfzijl West vasútállomás vasútállomás Hollandiában, Delfzijl községben,  településen.

## Vasútvonalak
Az állomást az alábbi vasútvonalak érintik:
- Groningen–Delfzijl-vasútvonal

## Kapcsolódó állomások
A vasútállomáshoz az alábbi állomások vannak a legközelebb:
- Appingedam vasútállomás
- Delfzijl vasútállomás